# 西印度海牛
西印度海牛，又称美洲海牛、北美海牛，是一种特殊的海洋哺乳動物，因為牠們可以自由往來於淡水與海水之間。牠們對棲息地的選擇傾向於水草茂盛的河流，或是平靜、水草多而近河口的海域。平常不容易看到這類行動緩慢的動物，因為牠們呼吸時通常只將吻部尖端露出水面。牠們的天敵很少，但在某些地區仍不斷遭到非法獵捕，其他如低溫、被水門夾傷與紅潮等也都會造成其受傷或死亡。科學家辨認出兩個亞種，分別是位於美國東南部海岸的佛羅里達海牛（Trichechus manatus latirostris），與位於大安地列斯群島（Greater Antilles）、墨西哥灣（Gulf of Mexico）與中、南美洲大西洋沿岸的安地列斯海牛（Trichechus manatus manatus）。

## 基本資料
其他俗名：
- （英）American manatee, Antillean manatee, Caribbean manatee, North American manatee, Sea cow
- （法）Lamantin d'Amérique du Nord, Lamantin des Antilles, Lamantin des Caraïbes, Lamantino
- （西）Norteamricana, Manati Antilliano, Manati, Manatí Norteamericano

出生時身長體重：80-160厘米、30公斤
最大身長體重紀錄：雄-3.7米、1,400公斤；雌-4.1米、1,400公斤
壽命：約60－70年

## 特徵
與其他海牛相同，西印度海牛有流線形的身軀，背脊寬闊而無背鰭。长3-4米；頭小；前肢呈鰭状，具有残留的指甲状构造，后肢退化，尾部圆形。:77-79
渾身呈灰色，但有些個體外觀呈褐、紅、或白色，原因可能是藻類或藤壺附著於皮膚表面。灰黑色皮肤厚而緊實，表面粗糙，有很深的皱纹，成体无毛，仅头部保留稀疏硬毛和触毛。雌性體型通常較雄性略大。海牛僅具臼齒，會從上、下顎基部水平地往前移動更換。

## 分布
西印度海牛偏好平靜、水草茂盛與近淡水的水域，岸邊棲地包括海灣、潟湖與河口。牠們能橫越遠洋的深水通道，而有時會上溯河道數百英哩遠。在高生產力但植物很少的海岸，海牛極少出現。
佛羅里達海牛終年棲息於北美洲東南部海岸、河口與美國佛羅里達州的主要河流，美国有15%-20%的海牛分布在威瓦海亚亚卡河。牠們曾在乾龜群島與佛羅里達、巴哈馬之間的離岸水域被目擊。在溫暖的月份裡，牠們的分布往北可達羅德島（Rhode Island）；冬季來臨時，牠們集中於佛羅里達一帶，尋找溫暖水域或可避開寒冷海流的地方。近年調查發現，發電廠排放的溫水也會成為佛羅里達海牛避冬之地。:73
安地列斯海牛分布於大安地列斯群島（包括古巴、牙買加、波多黎各等地區）和千里達，以及中南美洲大西洋沿岸與大河，最南到巴西的阿拉戈斯州。曾在離貝里斯約三十公里遠的特尼佛島群（Turneffe Islands）出現，但在亞馬遜河河口未有發現記錄。安地列斯海牛會進入其分布範圍內的淡水湧泉，推測是為了補充飲水。

## 習性
西印度海牛可能會形成短暫的群體，通常在繁殖季或分享食物、淡水或溫暖水域時。基本的社群單位一般是海牛母子，彼此間會以高音的軋軋聲或尖銳聲連繫。如果遇到危險，母海牛會立刻用身體保護幼獸。極少數情況母海牛會設法推開入侵者，如潛水員等，但基本上海牛母子會一起逃走並以聲音前後呼應。西印度海牛每天花費約6至8小時在覓食上，似乎沒有明顯偏向日行性或夜行性，溫暖的日子裡每天睡2至4小時，天冷時則可達8小時。牠們被證實有社交行為，會成群呼吸、休息與旅行。由貝里斯的研究資料顯示，雌性通常不會到處移動，而部分雄性可游動達100公里以上的距離。在佛羅里達的研究結果類似，當地的雄海牛每天可移動30公里，冬夏2季間的移動距離達500公里以上。在水裡七分鐘要上來呼吸，忘記呼吸很容易嗆到。

## 生殖
一隻發情的雌西印度海牛往往會吸引一群雄性靠近，雄海牛群會守在雌性身旁達數個星期之久，但其組成與數量會不斷變動。研究者曾觀察到有22隻雄性組成的群體，彼此間會激烈推擠以取得靠近雌性的位置。個體間會以展示生殖器、以前肢抱住對方與翻滾等方式顯示自己的威勢。懷孕期約12至14個月，通常1胎產1仔，雙胞胎相當少見。幼獸出生後不久即會游泳，但牠們會緊跟在母親身邊直到斷奶，通常會游在母親前肢後方。幼獸約18個月大時斷奶。佛羅里達海牛終年皆可生產，但大多數幼獸在春、夏誕生（3至8月），原因可能是雌性的能量消耗可因充足植物充應而減少。兩胎的間隔約2年半。

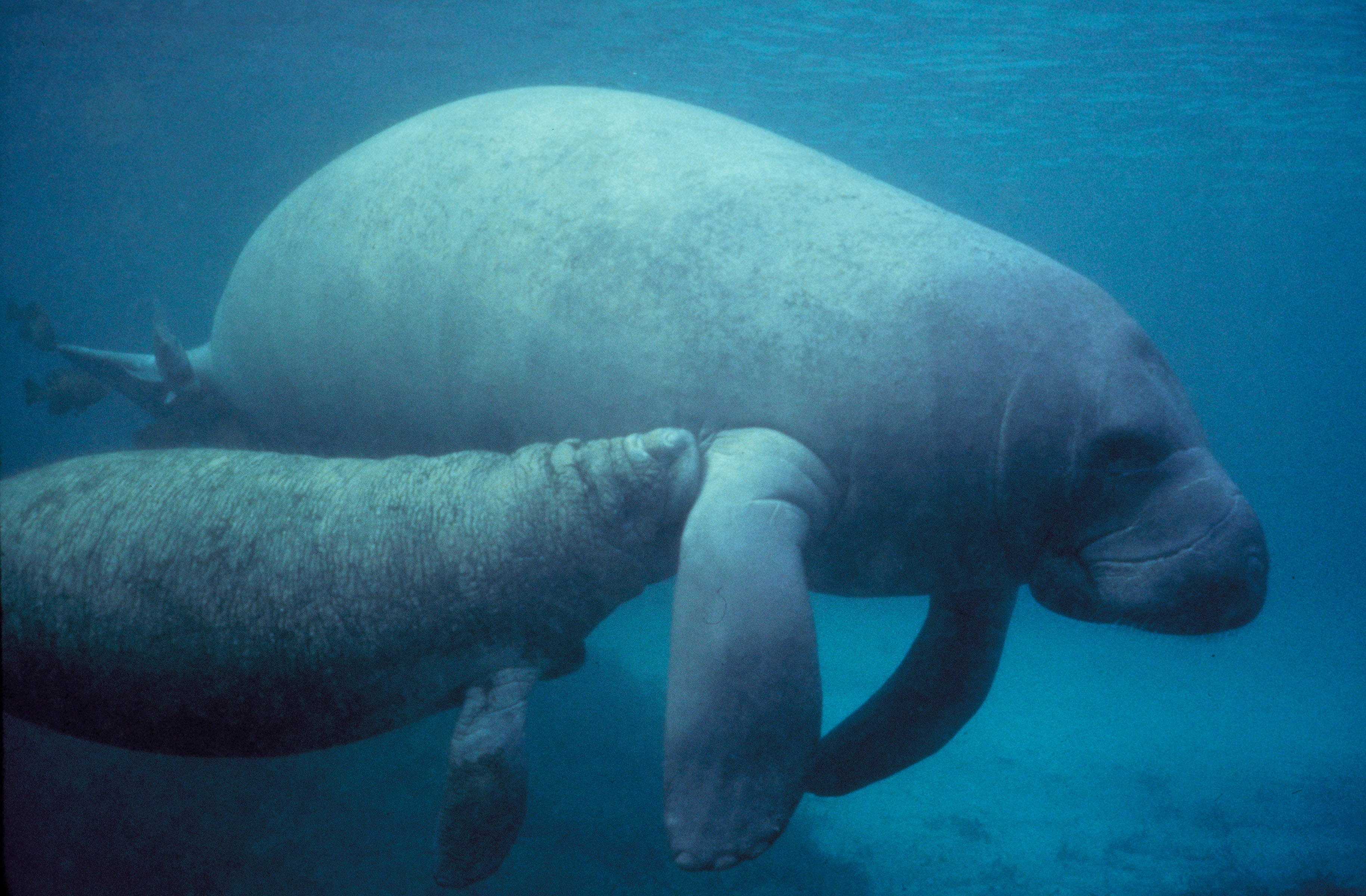
哺乳中的西印度海牛母子

## 食性
西印度海牛以多種水生植物與半水生植物為食，有時會移動至淺灘上攝食。牠們可抓握的嘴脣長有輔助用的粗毛，適合抓取植物放入口中。牠們也會用前肢來輔助攝食。在牙買加，曾有海牛捕食漁網中漁獲的記錄，另外牠們偶爾會將海草上棲息的無脊椎動物一併吃掉，這可能提供了重要的蛋白質來源。

## 現狀
西印度海牛在其全部的棲息地皆受法律保護。佛羅里達州自19世紀即開始保育，近代條文包含1972年的美國海洋哺乳動物保護法案（the U.S. Marine Mammal Protction Act），以及1978年的佛羅里達海牛保護區法案（Florida Manatee Sanctuary Act）。但非法盜獵仍持續存在，其肉、脂肪與骨骼在多種民俗療法上被使用，牠們的肋骨由於在質地上與象牙相似，被非法雕刻當作珠寶販賣。西印度海牛也受到日漸增加的海岸開發威脅，另外還包括了汽艇碰撞、遭漁網或其他漁具纏繞、以及水門夾傷等意外。根據1999年的統計數據，268頭在佛羅里達復育的海牛中，有82頭（約30%）因為船隻碰撞而導致死亡；而據2022年的估計，在佛羅里達州約有96%的成年海牛至少被船隻撞擊過一次:82 。類似原因造成的死亡率不斷在提昇。在貝里斯，船隻已是造成海牛死傷的新興主因。其他自然威脅包括紅潮、疾病與寒冷。
由於水質混濁與植物的遮蔽，其數量相當難以估計。2001年由高空攝影測量的結果，在大西洋沿岸與海灣至少有3,200頭佛羅里達海牛，在貝里斯至少有340頭安地列斯海牛，當地也是該亞種最密集的地區。由於繁殖率低，海牛族群相當脆弱，由最近對佛羅里達海牛的研究顯示，在某些地區的死亡率已接近出生率。佛羅里達海牛在近30年來雖然有增加的趨勢，但由於人類活動造成的威脅也逐漸增加，其恢復情形能否持續仍是未知數。